# 18932 Robinhood
18932 Robinhood este o planetă minoră (asteroid), cu un diametru de 3,75 km, din centura de asteroizi. A fost descoperită pe 28 august 2000 la Observatorul Reedy Creek de John Broughton⁠(d) și a fost numită după Robin Hood. 
Obiectul prezintă o orbită caracterizată de o semiaxă mare de 2,3496678 UAi, o excentricitate de 0,24, o înclinație de 2,57701 ° în raport cu ecliptica.